# Nactus acutus
Nactus acutus är en ödleart som beskrevs av  Kraus 2005. Nactus acutus ingår i släktet Nactus och familjen geckoödlor. Inga underarter finns listade i Catalogue of Life.
Denna ödla förekommer endemisk i östra delen av ön Rossel som tillhör Papua Nya Guinea. Arten når där 720 meter över havet. Ön är täckt av skogar med 10 till 15 meter höga träd och med en växtlighet av ormbunkar. I regionen sker flera jordskred.
Inget är känt angående populationens storlek och möjliga hot. IUCN listar arten med kunskapsbrist (DD).